# Міжнародний день
Міжнародний день — певна календарна дата, що регулярно, здебільшого щорічно, відзначається з метою привернути увагу до певної теми міжнародного значення або до актуальної світової проблеми. Унаслідок розповсюдження інтернету та глобалізації кількість та популярність міжнародних днів зростає, їх проголошують як правило міжнародні організації, церковні організації та піар-агенції.
Першим міжнародним днем став день ООН, що відзначається щорічно 24 жовтня.